# 端納

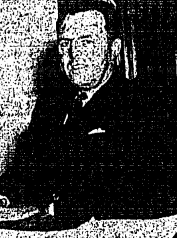
端納爵士

端納爵士，CBE（Sir Michael Turner，1905年—1980年9月27日）英國銀行家，前香港上海滙豐銀行董事局主席及總經理，1954年至1962年任香港行政局議員。

## 經歷
1926年任職於倫敦滙豐銀行。1930年以後調派到上海、新加坡等地工作，並且參加當地的義勇軍。太平洋戰爭時在新加坡被俘。戰後回到滙豐，任香港分行總理。1953年升任滙豐總經理。除任職於滙豐外，他還加入香港特別警察隊。1955年任特別警察隊總監。1959年當特別警察隊與後備警察隊合併為香港輔助警察隊後，改任輔警總監。1956年獲殖民地警察勞績獎章。1957年獲CBE勳銜。1961年獲爵士勳銜。1962退休離港。